# 汉娜·斯科特
汉娜·斯科特（英語：Hannah Scott，1999年6月18日—），英国女子赛艇运动员，2023年世界赛艇锦标赛女子四人双桨金牌得主、2024年夏季奥林匹克运动会女子四人双桨金牌得主。